# Marco Valerio Lactuca Máximo
Marco Valerio Lactuca Máximo fue un político romano del siglo V a. C., cónsul en el año 437 a. C. Fue el sucesor de Marco Geganio Macerino como cónsul sufecto y ocupó el puesto junto con Lucio Sergio Fidenas.
Era el hijo de Marco Valerio Máximo Lactuca, cónsul en 456 a. C., y el padre de Marco Valerio Lactucino Máximo, tribuno militar en el año 398 a. C. No es seguro que su cognomen fuera Lactuca, pudiera haber sido también Lactucino.
Según los fasti triumphales Lactuca Máximo fue honrado  con un triunfo por su victoria sobre Veyes y Fidenas, Tito Livio fija la fecha de dicho triunfo en el mismo año que fue honrado Mamerco Emilio Mamercino mientras ejercía de dictador.